# Crkva sv. Martina (Zlatar)
Crkva sv. Martina  je rimokatolička crkva u mjestu Martinšćina, gradu Zlataru zaštićeno kulturno dobro.

## Opis dobra
Pravilno orijentirana crkva smještena u naselju, prvi put se spominje 1334. g. Tlocrt joj čini jedan brod, pravokutno svetište sa sakristijom i zvonik smješten na glavnom pročelju. Prizemlje zvonika ima funkciju malog predvorja iz kojeg se ulazi u prostor pravokutne lađe zaključene ravnim drvenim stropom. Vanjsko oplošje oblikovano je jednostavno, s plitkim rizalitnim istakom s glavnim portalom iznad kojeg je polukružna luneta te oslikom sv. Kristofora na južnom bočnom pročelju. Unutrašnjost crkve oslikana je iznimno vrijednim fresko ciklusom, podijeljenim u tri zone, gotičkih stilskih karakteristika, koji se može datirati u sredinu 15. st.

## Zaštita
Pod oznakom Z-2224 zavedena je kao nepokretno kulturno dobro – pojedinačno, pravnog statusa zaštićena kulturnog dobra, klasificirano kao "sakralna graditeljska baština".